# 土黃蟹守螺
土黃蟹守螺（学名：Cerithium lissum）为蟹守螺科蟹守螺屬下的一个种。分布于台湾、菲律宾等西太平洋中部地区。